# Kościół Narodzenia Najświętszej Maryi Panny w Mtaħleb
Kościół Narodzenia Najświętszej Maryi Panny (malt. Il-Knisja tat-Twelid tal-Verġni Marija, ang. Church of the Nativity of the Blessed Virgin Mary), znany też jako Il-Knisja tal-Vitorja – rzymskokatolicki kościół w Mtaħleb, w granicach Rabatu na Malcie.  

## Historia
Najstarsze informacje na temat tego kościoła pochodzą z raportu apostolskiego wizytatora Pietro Dusiny z 1575. Ówcześnie istniejący kościół był pod wezwaniem Wniebowzięcia Matki Bożej – „Maryi Panny miesiąca sierpnia”; zwany był też „z Monte Calibo” lub „Mitahlep”. Budynek, wówczas w bardzo złym stanie, stał na skraju klifu, na gruncie należącym do Don Francesco de Alagony.

Nowsza historia kościoła zaczyna się 5 maja 1607, kiedy Giovanni Vincenzo Castelletti przed notariuszem Andreą Allegritto podpisał kontrakt na jego odbudowę i obdarowanie go swoim patronatem. Wtedy właśnie kościół otrzymał nowe wezwanie Narodzenia Najświętszej Maryi Panny.
W 1656 kościół został przebudowany przez Andreottę Castellettiego. Zapłacił on też za obraz tytularny, pędzla Portugalczyka Emanuela Pereiry, przedstawiający św. Annę z małą Maryją, w otoczeniu św. Andrzeja, św. Tomasza z Akwinu oraz Anioła Stróża. W prawym dolnym rogu obrazu przestawiony jest jego fundator. W latach 30./40. XX wieku obraz został odrestaurowany przez Karmenu Saida, raz jeszcze w 1983 przez G. Farrugię.
16 maja 1744 kościół wizytował biskup Paul Alphéran de Bussan. Zastał on kościół dobrze zarządzany przez ówczesnego rektora ks. Salvatore Zammita. Znajdował się tam kamienny ołtarz z relikwiami w mensie, sześć drewnianych świeczników oraz inne rzeczy, potrzebne do sprawowania kultu. Centralnie na ołtarzu stała statua Dzieciątka Jezus.
 
W XIX wieku kościół przeszedł pod patronat rodziny D’Amico Inguanez z Mdiny.
W 1948 ówczesny rektor kościoła zaplanował jego powiększenie, jednakże zmarł w tym samym roku. Jego plany urzeczywistnił następca, kanonik Karm Cefai. Prace zostały prowadzone pod nadzorem Ġuże D’Amato. Powiększono wtedy nawę i zbudowano dwie duże kaplice w transepcie, nadając świątyni kształt krzyża. Dobudowana została wówczas również dzwonnica z dwoma dzwonami oraz, nad przecięciem nawy i transeptu, kopuła.

## Architektura

### Wygląd zewnętrzny
Raczej surowa fasada świątyni charakteryzuje się centralnie umieszczonymi prostokątnymi drzwiami, zadaszonymi szerokim gzymsem. Powyżej znajduje się półkoliste okno. Fasada jest zwieńczona trójkątnym frontonem z krzyżem na postumencie, a w nim umieszczona jest centralnie niewielka nisza z posągiem Matki Boskiej. Kopuła na wysokim ośmiobocznym bębnie, zwieńczona latarnią, przykrywa centralną część budynku zbudowanego w formie krzyża łacińskiego. Dzwonnica przylega do lewego transeptu.

### Wnętrze
Kościół ma jeden ołtarz, znajdujący się w niewielkiej apsydzie. Obraz tytularny z połowy XVII wieku pędzla Emanuela Pereiry. W transeptach obrazy Carmela Spiteriego Święta Rodzina oraz Święty Paweł (cud żmii). Na ołtarzu marmurowe tabernakulum, podłoga również pokryta marmurowymi płytami.

## Kościół dziś
Msze święte w kościele odprawiane są w soboty o godz. 16:00 (w zimie) oraz 18:00 (w lecie). W święto tytularne kościoła 8 września, lub najbliższą niedzielę, odprawiana jest w kościele uroczysta msza święta, po której następuje festyn.

## Ochrona dziedzictwa kulturowego
Od 27 czerwca 2014 budynek świątyni umieszczony jest na liście National Inventory of the Cultural Property of the Maltese Islands pod nr. 2328.